# Бель (Дісней)
Бель (фр. Belle — красуня) — головна героїня діснеївського мультфільму Красуня і Чудовисько, знятого за мотивами казки Габрієль-Сюзанни Барбо де Вільнев (в обробці Жанни-Марі Лепренс де Бомон) «Красуня і Чудовисько».

## Опис
Бель — дівчина з французького села, єдина донька винахідника Моріса. Дуже смілива, розумна і красива. Більше всього на світі обожнює читати. Стала принцесою, одружившись з принцом Адама і звільнивши його від чаклунських чар чарівниці, яка за жорстокість перетворила його на чудовисько. Має суперника моряка Бена і його племінника Волтера, але Бен називає свого племінника Волті.
Бель — п'ята принцеса Діснея, єдина з них шатенка.

## Фільми

### Красуня і Чудовисько
Основна стаття: Красуня і чудовисько (фільм, 1991)

### Sing Me a Story with Belle
Ігровий телесеріал, в якому Бель (її грає Ліндсі Маклеод) живе у Франції і має власний музично-книжковий магазин. Їй допомагають два чарівних книжкових хробаки Льюїс і Керол (відсилання до Льюїса Керролла). Також в магазині є кішка Гармоні. Книжковий магазин відвідують місцеві діти, яким Бель розповідає історії або співає пісні, з мораллю, яка відповідає поточній ситуації, що відбувається в магазині або з дітьми.

## Інші появи
Через три роки після виходу мультфільму на Бродвеї вийшов мюзикл за його мотивами. Мюзикл був настільки популярний, що його показали майже у всіх країнах світу. В оригінальній версії, Бель грали такі акторки:
- Сьюзен Еган
- Керрі Батлер
- Деббі Гібсон
- Тоні Брекстон
- Андреа МакАдлі
- Джеймі-Лінн Сиглер
- Меган МакГіннис
- Крісті Карлсон Романо[ru]
- Ешлі Броун
- Сара Літзсингер
- Сара Вріаті Беррі
- Аннілізі ван Поль.

У російській версії мюзиклу Бель грали Катерина Гусєва і Наталія Бистрова.
Бель також з'являється в мультсеріалі «Мишачий дім», разом з іншими персонажами і комп'ютерних іграх за мотивами мультфільму.

## В кінематографі
У сучасному кіно персонажка Бель дуже популярна. Наприклад, у французькому фільмі 2014 року «Красуня і чудовисько» її роль виконала Леа Сейду, а роль чудовиська Венсан Кассель. А у фільмі 2017 року роль Бель виконала Емма Вотсон. У серіалі «Одного разу в казці» роль Бель виконала Емілі де Рейвен.

## Поява в парках «Діснея»

### Діснеївські принцеси
Бель є частиною лінії диснеївських принцес — франшизи про принцес з мультфільмів студії Walt Disney, яка включає в себе різні товари, іграшки, музичні альбоми, комп'ютерні ігри, канцелярські товари, одяг та багато іншого.

## Створення персонажки
Як і з попередніми мультфільмами студії Disney з людськими персонажами, була найнята акторка, яка виконувала роль Бель, щоб аніматори могли засновувати ескізи на рухах реальної людини. В даному випадку цю роботу виконала Шеррі Стоунер, яка вже займалася цим, граючи Аріель на зйомках мультфільму «Русалонька».
Глен Кін, головний аніматор, творець Чудовиська, і один з аніматорів Бель, Марк Генн, малювали цих персонажів в одних сценах, перебуваючи в різних кінцях США — Кін був в анімаційній студії в Глендейлі, штат Каліфорнія, а Генн перебував на студії Disney-MGM у Флориді. Для того, щоб погоджувати сцени, аніматорам доводилося щодня обмінюватися малюнками через кур'єрів.

## Цікавий факт
- Сукня Бель з'являється в мультсеріалі Гаргульї, її носить Еліза Маза на маскараді.